# .na
A .na Namíbia internetes legfelső szintű tartomány kódja, melyet 1991-ben hoztak létre.

## Külső oldalak
- IANA .na kikicsoda Archiválva 2006. április 19-i dátummal a Wayback Machine-ben
- .na domain regisztrációs oldal